# (7550) Woolum
(7550) Woolum est un astéroïde de la ceinture principale.

## Description
(7550) Woolum est un astéroïde de la ceinture principale. Il fut découvert le 1er mars 1981 à Siding Spring par Schelte J. Bus. Il présente une orbite caractérisée par un demi-grand axe de 2,29 UA, une excentricité de 0,19 et une inclinaison de 5,5° par rapport à l'écliptique.

## Compléments